# رايموند فريتز
رايموند فريتز (بالفرنسية: Raymond Fritz)‏ هو عداء سريع فرنسي، (و. 1898 – 1979 م).

## وصلات خارجية
- رايموند فريتز على موقع الاتحاد الفرنسي لألعاب القوى (الفرنسية)
- رايموند فريتز على موقع أوليمبيديا (الإنجليزية)